# 桑德弗萊 (喬治亞州)
桑德弗萊（英語：Sandfly）是位於美國喬治亞州查塔姆縣的一個非建制地區。該地的面積和人口皆未知。

## 地理
桑德弗萊的座標為31°59′23″N 81°04′34″W / 31.98972°N 81.07611°W，而該地的平均海拔高度為5米（即16英尺）。